# Cardiomya knudseni
Cardiomya knudseni is een tweekleppigensoort uit de familie van de Cuspidariidae. De wetenschappelijke naam van de soort is voor het eerst geldig gepubliceerd in 1981 door Allen & Morgan.